# Idiochelys
Idiochelys is een geslacht van uitgestorven schildpadden uit het Laat-Jura uit mariene afzettingen in het Jura-gebergte in Oost-Frankrijk en Beieren, Duitsland.

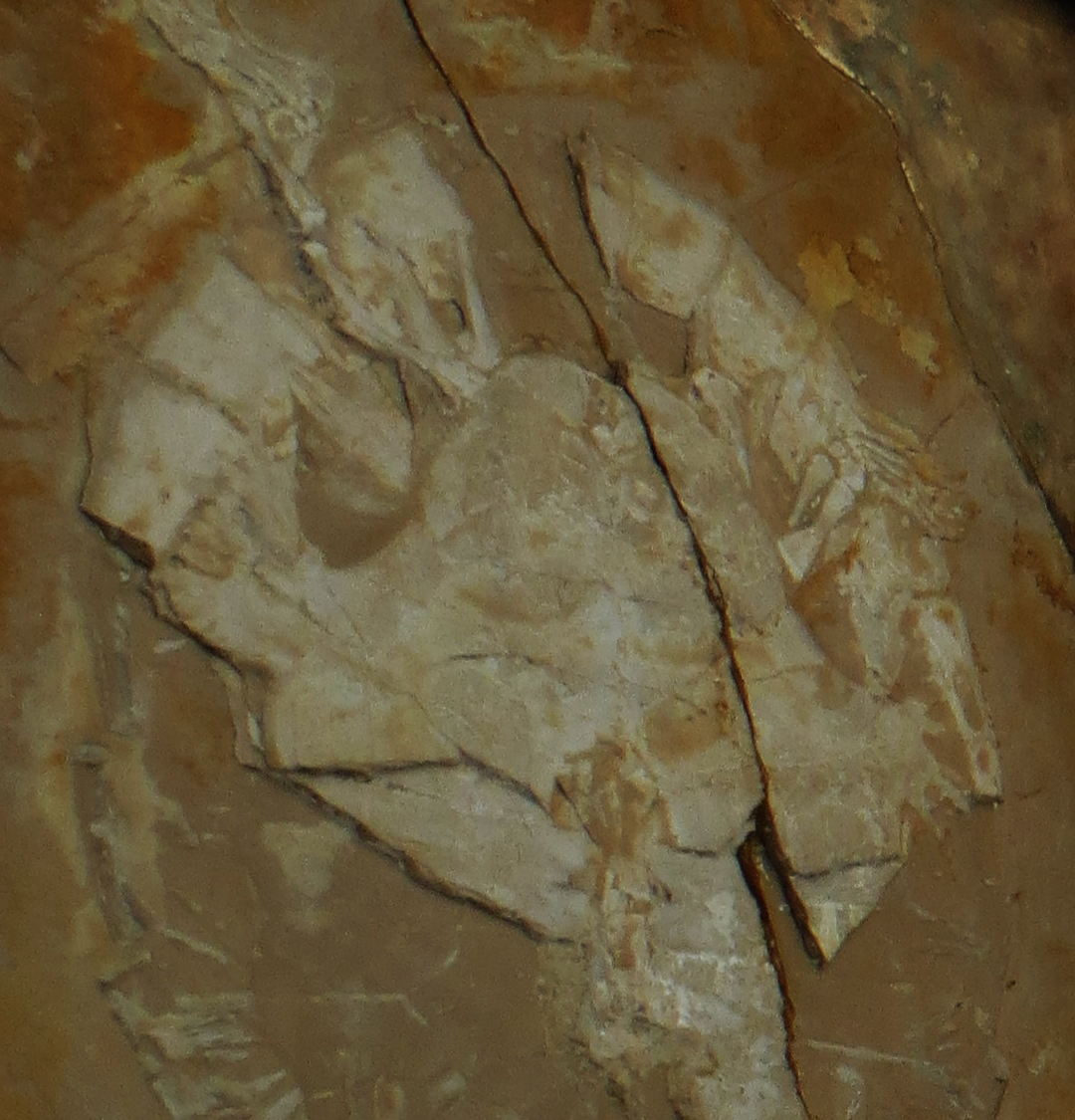
Een afgietsel van het holotype

George Graf zu Münster verwierf begin negentiende eeuw een schildpadfossiel dat gevonden was bij Kelheim. In 1839 werd het door Hermann von Meyer benoemd als de typesoort Idiochelys fitzingeri. De geslachtsnaam betekent 'eigenaardige schildpad' vanuit het Grieks ἴδιος en 
χέλυς. De soortaanduiding eert Leopold Fitzinger.
Het holotype, de achterste helft van een schild en de achterpoten, zou verloren gaan bij het bombardement van München in 1944. Vier andere exemplaren van de soort zouden tegelijkertijd vernietigd worden. Een nieuw skelet werd echter in 1994 gemeld.
Idiochelys wagneri, Chelonemys plana Jourdan 1862 en Chelonemys ovata Jourdan 1862 zijn jongere synoniemen, de laatste twee werden benoemd op basis van exemplaren gevonden in het departement Ain in het zuidoosten van Frankrijk, respectievelijk de specimina MHNL 20015635 en MHNL 20015634. 
Onderscheidende kenmerken van Idiochelys zijn onder meer een ovaal / afgerond pantser, brede wervels, een lange staart, een gereduceerde formule van de vingerkootjes (2-2-3-3-3) en vooral een gereduceerd aantal neuralia.